# Carl Draper
Carl Draper é um personagem fictício publicado pela DC Comics. Membro da galeria de vilões de Superman, já adotou diversos codinomes, entre eles Kator, Master Jailer e Deathtrap, sendo costumeiramente traduzido no Brasil como Armadilha. Draper foi criado em 1979, por Martin Pasko e Curt Swan, tendo sua primeira aparição em Superman #331

## Histórico
Em sua primeira aparição, Carl Draper surgiu como um rapaz que havia crescido em Smallville e era apaixonado por Lana Lang e ressentia-se do fato dela ser apaixonada por Superboy. Posteriormente, ele acabaria se tornando um bem-sucedido engenheiro, especializado em trancas e fechaduras, chegando à planejar uma prisão impossível de se escapar. Quando a prisão foi inaugurada, numa plataforma anti-gravidade, recebeu o nome de "Ilha Superman". Isso enfureceu Draper, que elaborou um uniforme e, usando a alcunha de Master Jailer, atacou à Superman e sequestrou Lana Lang. Após ser derrotado por Superman foi, ironicamente, enviado à mesma prisão que ajudou a construir.

### Kator
Em 1981, no título New Adventures of Superboy, que mostrava as aventuras de Superman quando garoto, surgiria Kator, um robô criado por Superboy como um adversário potencial, que ele enfrentaria como forma de treinar suas habilidades. Para prevenir-se de acidentes, um dispositivo de desligamento foi entregue à Jonathan Kent. Kator, entretanto, desenvolveria uma avançada forma de inteligência artificial, chegando próximo de matar Superboy até ser destruído.
Antes de ser destruído, entretanto, Kator passou para Draper a sua identidade e seus poderes. Draper, agora sob a alcunha de Kator, lutaria contra Superboy - sendo derrotado por Jonathan Kent, que, ao apertar o botão do dispositivo de desligamento emergencial, removeu de Draper os poderes que Kator lhe havia concedido. Superboy, então, apagaria o combate e os eventos relacionados à Kator da memória de Draper 

### Pós-Crise nas Infinitas Terras
Após o evento conhecido como Crise nas Infinitas Terras, a continuidade anterior foi desconsiderada. Draper ressurgiria, como um novo personagem, em Adventures of Superman #517, durante a história Dead Again, aonde levantou-se a suspeita de que Superman fosse, na verdade, um impostor, após descobrir-se que seu corpo ainda se encontrava enterrado na tumba construída durante a história The Death of Supeman. Na nova continuidade, Draper ainda era um engenheiro bem-sucedido e especializado em trancas, mas não possuía nenhuma relação com Lana Lang ou com o jovem Clark Kent. Draper foi contratado pelos Laboratórios S.T.A.R. para elaborar uma cela especial, adequada para prender o vilão Conduíte, quando sua filha, Carla, lhe perguntou se ele seria capaz de construir uma prisão que nem Superman pudesse escapar. Inicialmente, o plano de Draper consistia numa prisão da qual apenas o verdadeiro Superman pudesse escapar - o que provaria sua identidade. Adotando a alcunha de Deathtrap, ele explicou o funcionamento da prisão/armadilha na forma de um holograma e o desafio à escapar. Quando ele obteve sucesso na escapa, Draper tornou-se obcecado em provar que poderia elaborar uma prisão para Superman, da qual ele fosse incapaz de escapar.
Draper era dono de uma bem-sucedida empresa de segurança, a Draper Security, e fazia uso de hologramas para manter secreta a sua vida como super-vilão, geralmente fazendo aparições públicas no instante em que agia, através do holograma. No decorrer dos anos seguintes, ele aparecia por diversas outras vezes, sempre tentando capturar Superman e criticando Deathtrap, um vilão que, supostamente, subvertia os ideais de Draper e usava de forma errada os equipamentos que sua empresa desenvolvia .

### Carla Draper
Carla Draper, filha do Armadilha original, ressurgiria em Superboy #26 sob a alcunha de Snare. A Unidade de Crimes Especiais do Havaí havia lhe convocado para colaborar na captura da super-vilã Nocaute, que, na época, encontra-se numa parceria com Superboy, um clone adolescente de Superman. Ciente da obsessão de seu pai -e seus frequentes fracassos - Carla queria provar que conseguia fazer algo que ele sempre foi incapaz, sendo bem-sucedida em capturar Superboy. Isso levou à um conflito entre Superman e Nocaute, Carla e a UCE, com Superboy e Nocaute escapando das autoridades no final.
In Action Comics #739, Superman, que na época encontrava-se com um novo uniforme e novos poderes, de origem energética, foi capturado por Deathtrap, que agora adotava a alcunha de Locksmith. Ao final da história era revelado, entretanto, que o ataque havia sido perpetrado por Carla Draper, que controlava um holograma à distância sem o conhecimento de seu pai.

### Aparições recentes

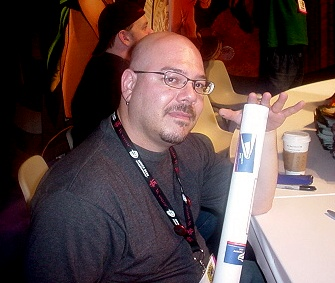
O escritor Greg Rucka, responsável pela inclusão de Draper no Xeque-Mate.

Durante a história Ending Battle, publicada em 2002, um vilão que respondia pela alcunha de Master Jailer enfrentou Superman, como parte de um plano elaborado por Manchester Black. Ele recebe grande destaque na trama, sendo um dos primeiros à enfrentar Superman, numa tentativa de ferir Pete Ross, seu amigo de infância e retorna posteriormente, tendo tomado Metropólis de assalto e a transformando numa penitenciária gigante. Ele também faz parte da investida final contra o herói, ao lado de vilões como Bizarro, Mongul e Banshee Prateada.
Apesar de ter habilidades semelhantes às de Carl Draper, sua identidade permaneceu desconhecida no decorrer da história. Em 2007, Draper figuraria no título Checkmate, escrito por Greg Rucka.
Quando o Xeque-Mate, uma organização de segurança respondendo às Nações Unidas, descobre as diversas identidades adotadas por Draper, o força à trabalhar para eles como consultor de segurança, elaborando planos de defesa que fossem capazes de proteger o Xeque-Mate de quaisquer ataques. Ao mostra-se bem-sucedido na sua missão, com diversos ataques contra a base da organização, na Suiça, sendo rechaçados, Draper foi promovido ao cargo de chefe de segurança, com o título de Castelão. A autoria dos ataques permaneceria desconhecida, mas Draper suspeitaria do envolvido de sua filha Carla, mas não revelou isso à seus superiores.
A edição possui ainda um easter egg. Num quadro, cita-se um endereço de internet, http://www.gideonii.com/, que pode ser acessado através do nome de usuário "CARL DRAPER" e a senha "wilhelmina". O site é escrito na forma de um diário, e mostra a perspectiva de Draper dos eventos abordados no título. Num dos textos, ele declara não ter nenhuma relação com o vilão Master Jailer, tendo sido apenas o Deathtrap por toda a sua carreira.

## Poderes e habilidades
Carl Draper não possui nenhum super-poder, sendo dotado apenas de um intelecto superior à média. É especializado em trancas e fechaduras, e sua formação em Engenheira lhe dá os conhecimentos necessários para construir armadilhas e celas de prisão bastante eficientes.